# Peaches
Peaches (* 11. November 1966 in Toronto als Merrill Beth Nisker) ist eine kanadische Electroclash-Sängerin und Musikproduzentin.

## Biografie

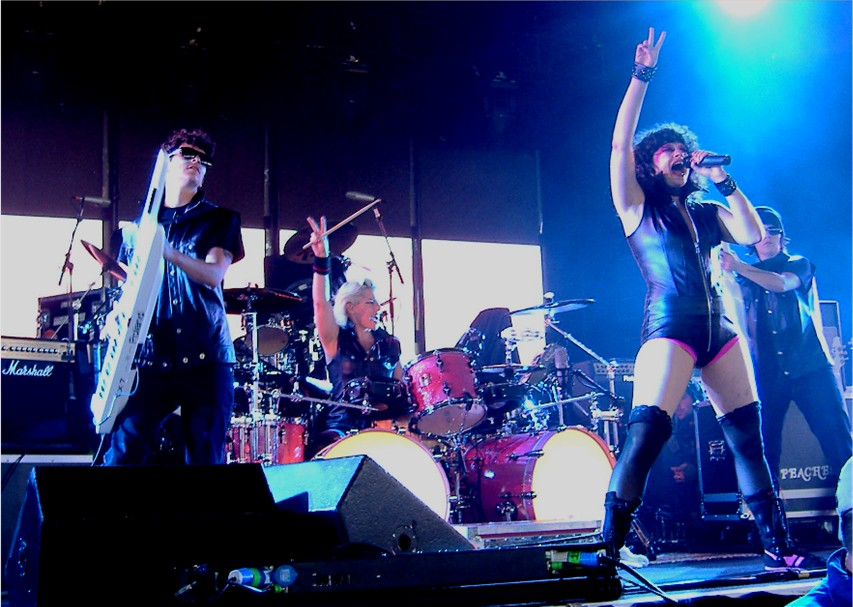
Peaches and „The Herms“, 2006

Nisker startete ihre Karriere in der Band The Shit, ein Quartett, welches das Publikum bei seinen Auftritten mit provokativen und äußerst anzüglichen Sprüchen anbrüllte. Zur selben Zeit veröffentlichte sie ein erstes Album unter ihrem bürgerlichen Namen. Seit 2000 benutzt sie das Pseudonym Peaches, das einem Lied von Nina Simone entnommen ist.
Ihre Bühnenshows, eine Mischung aus Punk-Konzert und Sexshow, gelten als wegbereitend für die Electroclash-Bewegung. Das erste Album The Teaches of Peaches (2000) erschien bei dem Berliner Label Kitty-Yo.
Sie hat Remixe für Daft Punk, The B-52s, Le Tigre und Basement Jaxx erstellt und außerdem Duette mit Künstlern wie Jean-Michel Jarre, Iggy Pop, Chilly Gonzales, Pink oder Emigrate aufgenommen. Ihr Song Fuck the Pain Away wurde in Unsichtbare Augen, Lost in Translation, Jackass: Nummer Zwei, Drive Angry 3D sowie der Verfilmung zu Feuchtgebiete verwendet und der Bekleidungshersteller GAP verwendete Do ya für eine Werbekampagne im Herbst 2006. Ihr Lied Boys Wanna Be Her von dem Album Impeach My Bush ist zudem die Einlaufmusik des ersten Hamburger Roller Derby Teams, den Harbor Girls Hamburg.
Peaches ist außerdem eine PETA-Sympathisantin und stellte sich für ein Plakat mit dem Titel Canada’s Club Scene sucks zur Verfügung, um damit gegen das Töten von Robbenbabys in Kanada vorzugehen. Das Plakat spielt mit der Doppelbedeutung von club, das neben dem Veranstaltungsort auch die Keule bezeichnet, die bei der Robbenjagd zum Einsatz kommt.
Seit 2007 absolviert Peaches ihre Auftritte mit der Berliner Rockband Sweet Machine als Backing Band. 2009 touren Peaches und Sweet Machine im Rahmen der Peaches World Tour, die sich an die Veröffentlichung von Peaches’ Album I Feel Cream anschloss.
2009 erschien die Neuinterpretation des Albums The Dark Side of the Moon (Pink Floyd) von den Flaming Lips, bei dem neben Peaches auch Henry Rollins und Stardeath & White Dwarfs mitwirkten.
2010 brachte Peaches die Rockoper Jesus Christ Superstar als One-Woman-Show unter dem Titel Peaches Christ Superstar im Hebbel am Ufer Theater Berlin auf die Bühne und arbeitet seither auch im Bereich von Theater und Performance-Art. Sie spielte und sang alle Rollen selbst und wurde lediglich von Chilly Gonzales am Klavier begleitet.
Im September 2016 wurde Peaches mit dem Preis für Popkultur in der Kategorie „Lieblings-Solokünstlerin“ ausgezeichnet. In Berlin war sie 2016 Supporter für die drei Rammstein-Konzerte auf der Waldbühne.
In einer Inszenierung von Kurt Weills satirischem „Ballett mit Gesang“ Die sieben Todsünden / Seven Heavenly Sins im Württembergischen Staatstheater Stuttgart wirkt Peaches 2019 als Co-Regisseurin und eine der Hauptdarstellerinnen mit. Regisseurin Anne-Sophie Mahler hatte die Popkünstlerin, die tatsächlich vor ihrer Popstar-Laufbahn eine Karriere als Theaterregisseurin angestrebt hatte, eingebunden. Am 2. Februar 2019 feierte die Produktion, zu der Oper, Ballett und Schauspiel kooperieren, Premiere.
2020 wurde sie mit dem BZ Kulturpreis ausgezeichnet. Sie lebt und produziert derzeit in Berlin.

## Diskografie

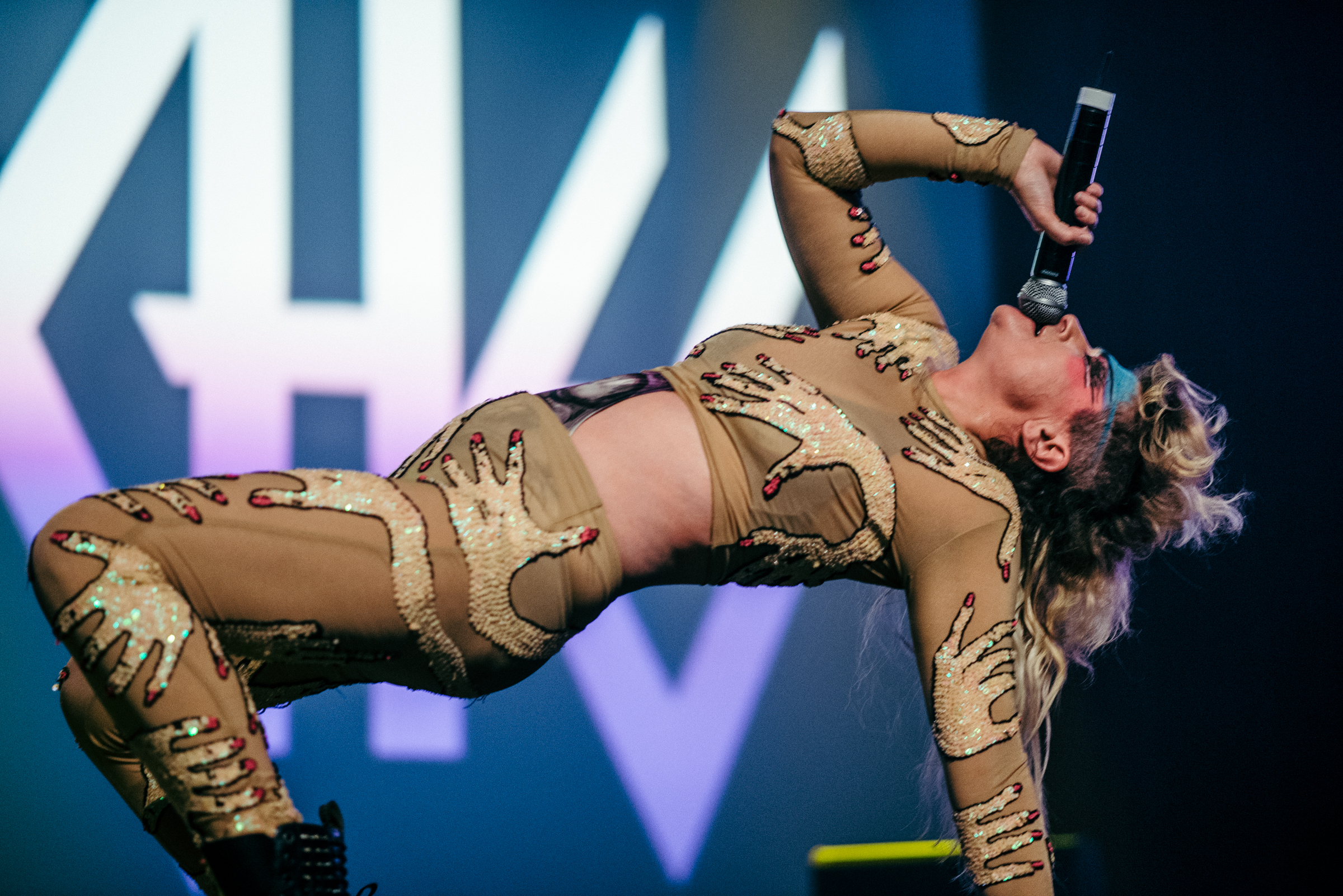
Peaches live 2016

### Alben
- 1995: Fancypants Hoodlum (als Merrill Nisker)
- 2000: The Teaches of Peaches
- 2002: The Teaches of Peaches: Expanded (Wiederveröffentlichung mit Bonus-CD)
- 2003: Fatherfucker
- 2006: Impeach My Bush
- 2009: I Feel Cream
- 2015: Rub

### Singles/EPs
- 2000: Lovertits
- 2000: Peaches EP
- 2001, 2002: Set It Off
- 2003: Rock Show
- 2003: Operate
- 2004: Kick It
- 2006: Downtown
- 2006: Boys Wanna Be Her
- 2009: Talk To Me/More
- 2012: Burst!

### Sonstiges
- 2014: Get Down (mit Emigrate)
- 2024: In der Berlinale Sektion Panorama Dokumente findet die Uraufführung der Dokumentation Teaches of Peaches statt.